# Droga wojewódzka 948
Die Droga wojewódzka 931 (DW 931) ist eine 49 Kilometer lange Droga wojewódzka (Woiwodschaftsstraße) in der polnischen Woiwodschaft Kleinpolen und der Woiwodschaft Schlesien, die Oświęcim mit Żywiec verbindet. Die Strecke liegt im Powiat Oświęcimski, im Powiat Bielski und im Powiat Żywiecki.

## Streckenverlauf
Woiwodschaft Kleinpolen, Powiat Oświęcimski
-  Oświęcim (Auschwitz) (DK 44, DW 933)
- Skotnica
-  Grojec (DW 949)
- Łęki (Lenki)
- Bielany
- Nowa Wieś (Neudorf)
-  Kęty (Kenty) (DK 52)

Woiwodschaft Schlesien, Powiat Bielski
-  Kobiernice (Kobiernitz) (DK 52)
- Porąbka (Porombka)

Woiwodschaft Schlesien, Powiat Żywiecki
- Międzybrodzie Bialskie (Mienzebrosche)
- Międzybrodzie Żywieckie
- Czernichów
-  Żywiec (Saybusch/Seipusch) (S 1, DW 945, DW 946)